# John Lübschitz
John Leopold Lübschitz, född den 23 april 1858 i Köpenhamn, död den 13 februari 1941 i Gentofte, var en dansk målare.

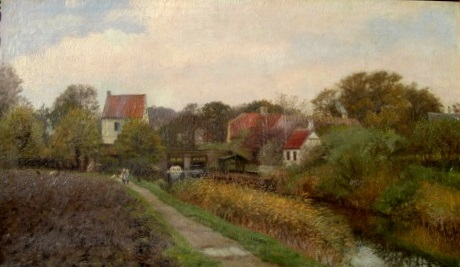
Vattenkvarn norr om Köpenhamn.

År 1876 blev Lübschitz student från Sorø Akademi, men beslöt kort därefter att utbilda sig till målare. Han blev elev vid konstakademien och genomgick detta 1877–1882. Sistnämnda år debuterade han på utställningen med en genremålning, En kopp kaffe, och ett damporträtt. År 1883 kom ett porträtt av bildhuggaren professor Theobald Stein, vars dotter, Emma Laura Sofie Stein, han 1884 äktade. Senare följde åtskilliga genrebilder och landskap,  delvis från Norge. Som etsare utförde Lübschitz från 1889 åtskilliga blad, bland vilka de mest betydande är ett mycket stort porträtt av en ung flicka, som Den Danske Radeerforening utgav 1894, och ett ansenligt landskap (1896). Lübschitz uppfann en ny, transparent fernissa och en speciell etsnål, som bär hans namn, och han uppmuntrade bland andra Otto Bache, Erik Henningsen, Joakim Skovgaard och Hans Tegner att etsa.